# Patrice Dominguez
Patrice Dominguez (* 12. Januar 1950 in Algier; † 12. April 2015 in Paris) war ein französischer Tennisspieler.

## Karriere
Ab 1969 spielte Dominguez auf höchster Ebene bei Turnieren. In dieser Saison schieden er und sein Doppelpartner Patrick Proisy in der zweiten Runde der French Open gegen Bob Carmichael und Ismail El Shafei aus. In den Jahren 1972 und 1973 gelangte er im Einzel in drei Endrunden verschiedener Turniere, in denen er jeweils seinem Gegner unterlag. Bis zu seinem Karriereende gewann er keinen Einzeltitel, sprang aber bis Platz 36 der Tennisweltrangliste im August 1973.
Im Doppel war er mit sechs Titeln erfolgreicher, wenn auch er es dort nur bis Platz 53 im Jahr 1976 schaffte. Im Jahr 1974 gewann er seine ersten beiden Doppeltitel, in Madrid an der Seite von Antonio Muñoz und in Paris mit François Jauffret. Mit Jauffret gewann er bis 1978 noch drei weitere Titel. Seinen letzten Doppeltitel holte er mit Denis Naegelen in Bordeaux. Bei den French Open 1976 erreichte er das Doppelhalbfinale, sein bestes Abschneiden im Doppel bei einem Grand-Slam-Turnier.
Seine besten Grand-Slam-Ergebnisse disziplinübergreifend feierte Dominguez im Mixed-Wettbewerb der French Open. 1973 erreichte er mit Betty Stöve das Finale, 1978 mit Virginia Ruzici. Er und seine Partnerinnen verloren jeweils das Finale.
Zwischen 1971 und 1979 trat Dominguez bei 24 Begegnungen für die französische Davis-Cup-Mannschaft an, dabei konnte er 15 Siege verbuchen. Im Einzel hatte er eine Bilanz von 10:4. 
Im Jahr 1981 beendete er seine Karriere als Tennisspieler.
Nach seiner aktiven Tenniskarriere blieb er im Tennisbereich aktiv, beispielsweise als Trainer von Henri Leconte und Fabrice Santoro, Veranstalter und Manager. Außerdem moderierte er Fernseh- und Radiosendungen und verfasste eine Vielzahl an Büchern über den Tennissport.

## Persönliches
Dominguez war verheiratet und hatte mit seiner Frau drei Kinder.
Er starb im Alter von 65 Jahren nach langer Krankheit.

## Erfolge
| Legende                     |
| Grand Slam                  |
| Masters Grand Prix          |
| Grand Prix Super Series     |
| Grand Prix World Series (6) |
| ATP Challenger Tour (1)     |

| ATP-Titel nach Belag |
| Hartplatz (1)        |
| Sand (5)             |
| Rasen                |
| Teppich              |

### Einzel

#### Finalteilnahmen
| Nr. | Datum          | Turnier    | Belag | Finalgegner     | Ergebnis           |
| --- | -------------- | ---------- | ----- | --------------- | ------------------ |
| 1.  | 9. Januar 1972 | Sydney     | Rasen | Alex Metreweli  | 4:6, 4:6, 6:3, 1:6 |
| 2.  | 10. Juni 1972  | Manchester | Rasen | Thomaz Koch     | 2:6, 7:5, 4:6      |
| 3.  | 23. Juni 1973  | Eastbourne | Rasen | Mark Cox        | 2:6, 6:2, 3:6      |
| 4.  | 21. Mai 1978   | Florenz    | Sand  | José Luis Clerc | 4:6, 2:6, 1:6      |
| 5.  | 24. Juni 1979  | Berlin     | Sand  | Peter McNamara  | 4:6, 0:6, 7:6, 2:6 |

### Doppel

#### Turniersiege

##### ATP Tour
| Nr. | Datum            | Turnier   | Belag         | Partner           | Finalgegner                        | Ergebnis      |
| --- | ---------------- | --------- | ------------- | ----------------- | ---------------------------------- | ------------- |
| 1.  | 13. Oktober 1974 | Madrid    | Sand          | Antonio Muñoz     | Brian Gottfried Raúl Ramírez       | 6:1, 6:3      |
| 2.  | 3. November 1974 | Paris     | Hartplatz (i) | François Jauffret | Brian Gottfried Raúl Ramírez       | 7:5, 6:4      |
| 3.  | 11. April 1976   | Nizza (1) | Sand          | François Jauffret | Wojciech Fibak Karl Meiler         | 6:4, 3:6, 6:3 |
| 4.  | 17. April 1977   | Murcia    | Sand          | François Jauffret | Patricio Cornejo Hans Gildemeister | 7:5, 6:2      |
| 5.  | 23. April 1978   | Nizza (2) | Sand          | François Jauffret | Jan Kodeš Tomáš Šmíd               | 6:4, 6:0      |
| 6.  | 7. Oktober 1979  | Bordeaux  | Sand          | Denis Naegelen    | Bernard Fritz Iván Molina          | 6:4, 6:4      |

##### Challenger Tour
| Nr. | Datum         | Turnier | Belag         | Partner         | Finalgegner                  | Ergebnis |
| --- | ------------- | ------- | ------------- | --------------- | ---------------------------- | -------- |
| 1.  | 8. April 1979 | Linz    | Hartplatz (i) | Gilles Moretton | Szabolcz Baranyi Péter Szőke | 6:1, 6:4 |

#### Finalteilnahmen
| Nr. | Datum           | Turnier         | Belag       | Partner           | Finalgegner                      | Ergebnis           |
| --- | --------------- | --------------- | ----------- | ----------------- | -------------------------------- | ------------------ |
| 1.  | 27. April 1975  | Stockholm       | Teppich (i) | Kim Warwick       | Arthur Ashe Tom Okker            | 3:6, 6:73          |
| 2.  | 13. Juli 1975   | Kitzbühel       | Sand        | François Jauffret | Paolo Bertolucci Adriano Panatta | 2:6, 2:6, 6:7      |
| 3.  | 2. Oktober 1977 | Aix-en-Provence | Sand        | Rolf Norberg      | Ilie Năstase Ion Țiriac          | 6:1, 5:7, 3:6, 3:6 |

### Mixed

#### Finalteilnahmen
| Nr. | Datum         | Turnier     | Belag | Partnerin       | Finalgegner                        | Ergebnis   |
| --- | ------------- | ----------- | ----- | --------------- | ---------------------------------- | ---------- |
| 1.  | 3. Juni 1973  | French Open | Sand  | Betty Stöve     | Françoise Dürr Jean-Claude Barclay | 1:6, 4:6   |
| 2.  | 11. Juni 1978 | French Open | Sand  | Virginia Ruzici | Renáta Tomanová Pavel Složil       | 6:7 aufgg. |

## Veröffentlichungen (Auswahl)
- Patrice Dominguez und Gilles Delamarre: Faszination Tennis: Die geheimen Tricks der Tennis-Champions. Copress, München 1994, ISBN 978-3-7679-0442-2.
- Patrice Dominguez: Terre battante: La légende de Roland Garros. Timée-Editions, Boulogne-Billancourt 2005 (französisch).
- Jean-Claude Marty und Patrice Dominguez: Les raquettes de légende. Chiron, Paris 2012, ISBN 978-2-7027-1394-5 (französisch).
- Patrice Dominguez: Roger Federer: Le virtuose. Chiron, Paris 2013, ISBN 978-2-7027-1442-3 (französisch).
- Patrice Dominguez: Rafael Nadal: El fenomeno. Chiron, Paris 2014, ISBN 978-2-7027-1498-0 (französisch).